# Скрытошейные черепахи
Скрытоше́йные черепа́хи (лат. Cryptodira) — самый большой подотряд черепах, объединяющий 11 современных семейств. К этому подотряду относится слоновая черепаха длиной до 1,2 метров.

## Описание
Многообразная группа черепах, включающая пресноводные, морские и наземные виды. Скрытошейные черепахи способны втягивать шею и голову под панцирь, изгибая шею в вертикальной плоскости. В связи с этим шейные позвонки лишены поперечных отростков (или они рудиментарны). Носовые кости присутствуют только у примитивных морских видов. Хорошо развиты крестцовые рёбра, обычно отходящие только от невральной дуги. Тазовые кости не сращены с панцирем. У водных видов панцирь сильно редуцирован, но у сухопутных часто полный. У некоторых видов, имеющих очень крупную голову, под панцирь втягиваются только шея и затылок. Пластрон покрыт 11—12 роговыми щитками.
Распространены по всему жаркому и умеренному поясу земного шара кроме Австралии, в степной полосе России и на Кавказе распространены болотные черепахи.

## Классификация
Turtle Taxonomy Working Group (2021) рекомендует следующую классификацию современных скрытошейных черепах до семейств включительно:
- Инфраотряд Durocryptodira
  - Надсемейство Chelonioidea — Морские черепахи (надсемейство)
    - Семейство Cheloniidae — Морские черепахи
    - Семейство Dermochelyidae — Кожистые черепахи

  - Надсемейство Chelydroidea
    - Семейство Chelydridae — Каймановые черепахи
    - Семейство Dermatemydidae — Мексиканские черепахи
    - Семейство Kinosternidae — Иловые черепахи

  - Надсемейство Testudinoidea — Наземные черепахи
    - Семейство Emydidae — Американские пресноводные черепахи
    - Семейство Platysternidae — Большеголовые черепахи
    - Семейство Geoemydidae — Азиатские пресноводные черепахи
    - Семейство Testudinidae — Сухопутные черепахи
- Инфраотряд Trionychia
  - Надсемейство Trionychoidea — Мягкокожие черепахи, или мягкотелые черепахи
    - Семейство Carettochelyidae — Двухкоготные черепахи
    - Семейство Trionychidae — Трёхкоготные черепахи

### Ископаемые таксоны
- Клада Eucryptodira — Эвкриптодиры[3]
  - Семейство Nanhsiungchelyidae Yeh, 1966 — Наньсюнхелииды[4], или нансюнгхелииды[5]
    - Kharakhutulia kalandadzei Sukhanov et al., 2008 — вид черепах, живших в верхнем меловом периоде (около 95 млн лет назад) на территории Монголии.

  - Семейство Sandownidae Tong & Meylan, 2013
    - Angolachelys mbaxi Mateus et al., 2009
    - Sandownia harrisi Meylan et al., 2000 — Сандовния[6]

  - Семейство Sinemydidae Yeh, 1963 — Синэмидиды
  - Семейство Sinochelyidae Chkhikvadze, 1970